# Cretornis
Cretornis es un género extinto de pterosaurio que contiene solo a la especie Cretornis hlavaci. Es conocido a partir de un húmero completo (el hueso superior del brazo) y otros huesos del ala hallados en rocas de finales del período Cretácico (época del Turoniense) de la República Checa, las cuales datan de hace unos 92 millones de años. Basándose en la comparación con sus parientes, se ha estimado la envergadura de C. hlavaci en 1.5 - 1.6 metros.

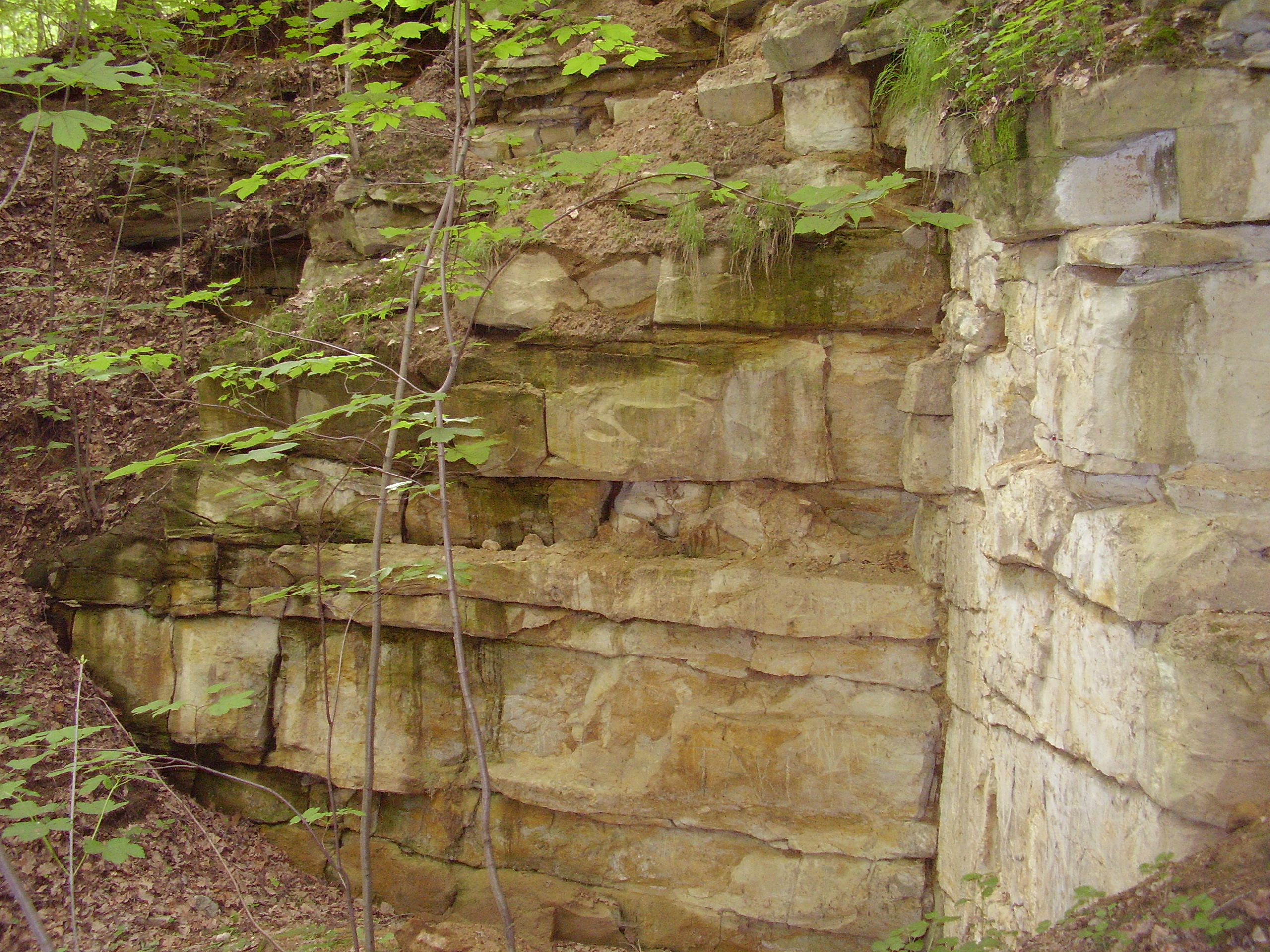
Una antigua cantera, en donde se descubrió a C. hlavaci en 1880.

El espécimen fósil fue hallado por el farmaceuta Hlaváč en Zářecká Lhota cerca del pueblo de Choceň en 1880. En 1881, el naturalista checo Antonín Frič lo denominó como la especie tipo Cretornis Hlaváči. El nombre del género se deriva del latín creta, "tiza", en referencia al Cretácico, y el griego ὄρνις, ornis, "ave", ya que Frič pensaba que los huesos le pertenecían a alguna ave antigua. El nombre de la especie es en honor de Hlaváč. Posteriormente se determinó que el hallazgo correspondía en realidad a un tipo de pterosaurio. El nombre de la especie fue enmendado de forma errónea a Ornithochirus hlavatschi por Richard Lydekker en 1888.

## Clasificación
Aunque ha sido clasificado con frecuencia como una especie del géneroOrnithocheirus, las comparaciones más detalladas de los huesos del ala muestran que estos pertenecían a un azdarcoideo no azdárquido, probablemente un miembro del grupo Neoazhdarchia. Es probable que sea más avanzado que los talasodrómidos, y comparte varias características en común con Montanazhdarcho.